# Eustrotia roseoviridis
Eustrotia roseoviridis är en fjärilsart som beskrevs av William Schaus 1913. Eustrotia roseoviridis ingår i släktet Eustrotia och familjen nattflyn. Inga underarter finns listade i Catalogue of Life.